# 維什涅韋 (科羅斯堅區)
50°46′52″N 28°24′25″E / 50.78111°N 28.40694°E
維什涅韋（烏克蘭語：Вишневе），是烏克蘭的村落，位於該國北部日托米爾州，由科羅斯堅區負責管轄，始建於1832年，面積0.05平方公里，海拔高度213米，2001年人口110。